# Drieňová hora
Drieňová hora este o arie protejată (arie specială de conservare — SAC, sit de importanță comunitară — SCI) din Slovacia întinsă pe o suprafață de 9,98 ha, integral pe uscat.

## Localizare
Centrul sitului Drieňová hora este situat la coordonatele 47°50′59″N 18°27′51″E / 47.849722°N 18.464167°E.

## Înființare
Situl Drieňová hora a fost declarat sit de importanță comunitară în aprilie 2004 pentru a proteja 1 specie de plante. Situl a fost protejat și ca arie specială de conservare în martie 2004.

## Biodiversitate
Situată în ecoregiunea panonică, aria protejată conține 3 habitate naturale: Tufărișuri subcontinentale peripanonice, Pajiști stepice panonice pe loess, Păduri panonice-balcanice de stejar turcesc - stejar sesil.
La baza desemnării sitului se află o specie protejată de  plante: sisinei (Pulsatilla grandis).
Pe lângă speciile protejate, pe teritoriul sitului au mai fost identificate 3 specii de plante, 1 specie de reptile.